# Phaonia seriesetosa
Phaonia seriesetosa är en tvåvingeart som beskrevs av Fritz Isidore van Emden 1965. Phaonia seriesetosa ingår i släktet Phaonia och familjen husflugor.
Artens utbredningsområde är Myanmar. Inga underarter finns listade i Catalogue of Life.